# Turneul de tenis din Maroc 2023
Turneul de tenis din Maroc 2023 a fost un turneu de tenis feminin care s-a jucat pe terenuri cu zgură. A fost cea de-a 21-a ediție și a făcut parte din categoria WTA 250 a Circuitul WTA 2023. A avut loc la Club des Cheminots din Rabat, Maroc, în perioada 21–27 mai 2023.

## Campioni

### Simplu
Pentru mai multe informații consultați Maroc Open 2023 – Simplu

### Dublu
Pentru mai multe informații consultați Maroc Open 2023 – Dublu

## Distribuția punctelor
| Probă  | C   | F   | SF  | QF | R16 | R32 | Q   | Q2  | Q1  |
| Simplu | 280 | 180 | 110 | 60 | 30  | 1   | 18  | 12  | 1   |
| Dublu  | 280 | 180 | 110 | 60 | 1   | N/A | N/A | N/A | N/A |